# 피블의 모험 2
《피블의 모험 2》(영어: An American Tail: Fievel Goes West)는 1991년 개봉된 미국의 애니메이션 영화이다.